# Boophis rhodoscelis
Boophis rhodoscelis is een kikker uit de familie gouden kikkers (Mantellidae). De soort werd voor het eerst wetenschappelijk beschreven door George Albert Boulenger in 1882. De soort behoort tot het geslacht Boophis.

## Leefgebied
De kikker is endemisch in Madagaskar. De soort leeft vooral in het midden, oosten en noordoosten van het eiland op een hoogte van 900 tot 1500 meter boven zeeniveau. Hun verspreidingsgebied is niet groter dan 2000 km2. De soort komt ook voor in nationaal park Ranomafana en nationaal park Andasibe Mantadia.

## Beschrijving
De soort heeft een lengte van 35 tot 36 millimeter. De rug is gelig tot lichtbruin met donkere vlekken. De bovenlip is wit en de poten hebben een donkerbruine banden. De buik is witachtig met soms bruine vlekken op de keel.

## Synoniemen
- Rhacophorus rhodoscelis Boulenger, 1882